# Kościół św. Maksymiliana Marii Kolbego w Czadrowie
Kościół św. Maksymiliana Kolbego – rzymskokatolicki kościół filialny parafii Wniebowzięcia Najświętszej Maryi Panny w Krzeszowie mieszczący się w Czadrowie w dekanacie Kamienna Góra Wschód w diecezji legnickiej.

## Historia
W Czadrowie istnieje murowana kaplica domkowa z XIX w., pod wezwaniem Nawiedzenia św. Elżbiety przez Najświętszą Maryję Pannę. Jest to mały, kamienny budynek o charakterze kaplicy przydrożnej. Wnętrze może pomieścić 6-8 osób. Po II wojnie światowej mieszkańcy gromadzili się przy kaplicy w celu poświęcenia pokarmów i na nabożeństwa majowe oraz czerwcowe. 

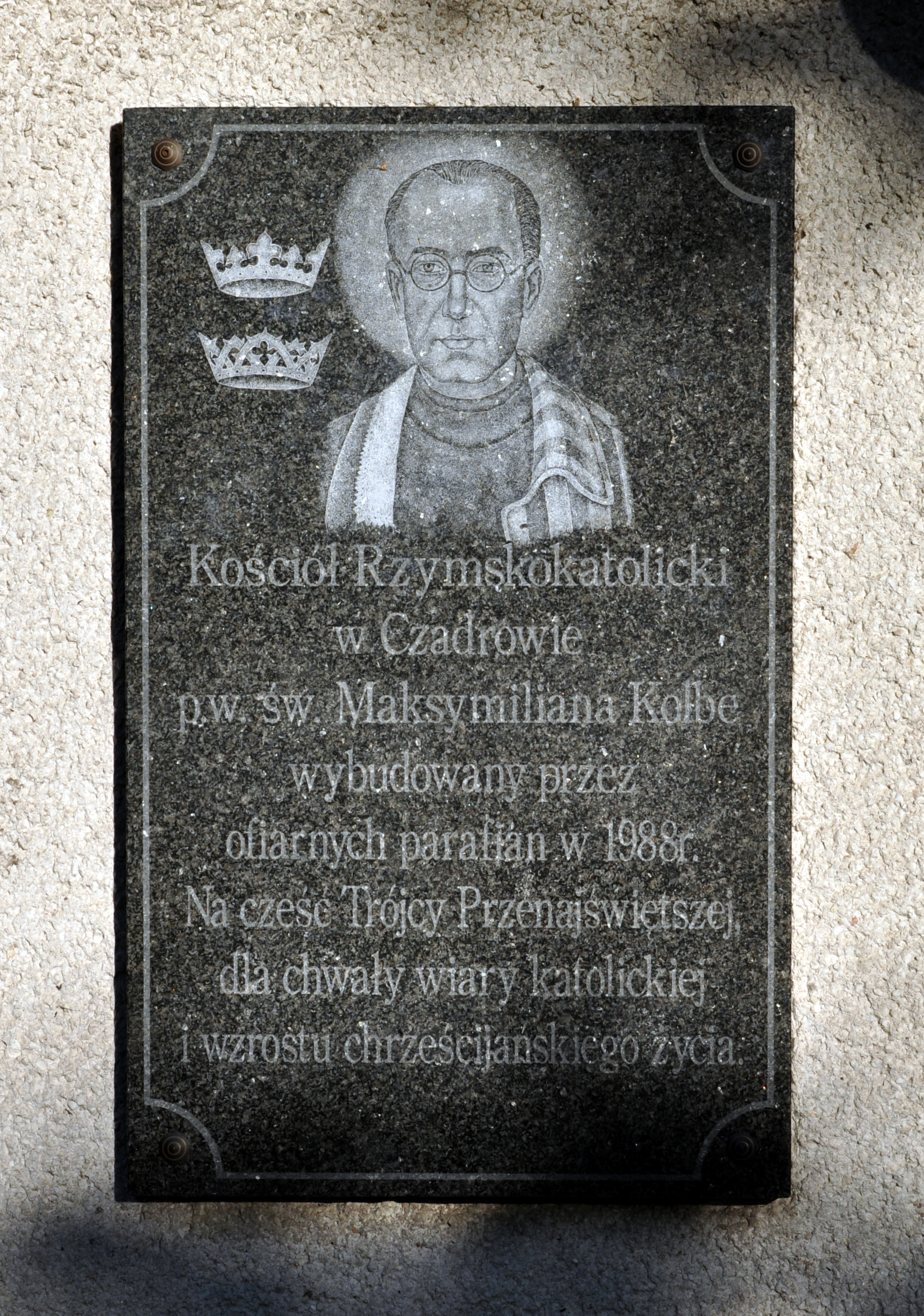
Pamiątkowa tablica

Idea wybudowania w Czadrowie kościoła wiąże się w znacznej mierze z poszukiwaniem miejsca dla katechizacji dzieci. Kiedy usunięto naukę religii z programu szkolnego, trzeba było szukać odpowiedniego pomieszczenia. Na przestrzeni czasu w Czadrowie odbywała się katecheza w prywatynych domach. W końcu po kilku latach i wielu staraniach, uzyskano zezwolenie na budowę punktu katechetycznego, który w poszerzonej działalności, miał stać się ośdrodkiem duszpasterskim dla mieszkańców Czadrowa. Władze państwowe nie były skłonne udzielić zezwolenia na budowę kościoła. Trzeba było podjąć działania w skrytości, planując obiekt, który mógł służyć pełnemu duszpasterstwu. Dzięki zaangażowaniu mieszkańców oraz ich wkładowi finansowemu i roboczemu udało się wybudować kościół. Powstanie tego obiektu sakralnego zawdzięcza się przede wszystkim ks. proboszczowi Stanisławowi Książkowi (Czadrów wówczas należał do parafii Matki Bożej Różańcowej w Kamiennej Górze). 
Kościół może pomieścić 500 osób. Obiekt posiada nawę kościelną, dość sporą zakrystię oraz salę katechetyczną. 
W 1991 r. kościół został wyłączony z parafii Matki Bożej Różańcowej w Kamiennej Górze a włączony do nowo powstającej parafii Najświętszego Serca Jezusowego w Kamiennej Górze. 5 marca 2017 r. dekretem biskupa legnickiego Zbigniewa Kiernikowskiego wyłączono z terytorium parafii pw. NSPJ w Kamiennej Górze (dekanat Kamienna Góra Zachód) wieś Czadrów i włączono ją do terytorium parafii Wniebowzięcia NMP Krzeszowie (dekanat Kamienna Góra Wschód).

## Architektura
Kościół powstał na planie prostokątnym w typie współczesnym. Budynek w bryle ma wyodrębniony zadaszony ganek z wejściem do środka oraz zakrystię za korpusem. Nawę i prezbiterium zamknięte prostą ścianą przykrywa wielopłaszczyznowy dach z blachy. Na przecięciu kalenicy znajduje się malutka sygnaturka z krzyżem. Fasadę zdobią drobne pionowe detale z cegły, a pod krawędziami dachu podłużne, witraże okna.
Wnętrze nawy z dwoma rzędami ławek zakończone jest strefą sacrum wyniesione stopniami ku górze. Całość przykrywa sufit drewniany z listew, otwarty na wieloboczne płaszczyzny dachu. W prezbiterium z figurą Ukrzyżowanego Chrystusa na łuku tęczowym, znajduje się stół ołtarzowy z tabernakulum z Najświętszym Sakramentem oraz obrazem patrona – św. Maksymiliana Kolbego.